# 러시아 연방정부
러시아 연방정부(러시아어: Правительство Российской Федерации 프라비텔스토보 로시스코이 페데라치[*])는 러시아의 행정 기관이며 그 수장은 러시아 연방정부의 대통령이다.
1991년 러시아 헌법 개정안에 따르면, 러시아 공화국 대통령은 집행부의 수장이었으며, 러시아 공화국 각료 협의회장을 맡았다. 현재 1993년 러시아 연방 헌법에 따르면, 러시아 연방 대통령은 행정권을 행사하는 러시아 연방정부의 일부가 아니다. 그런데 러시아 연방 대통령이 총리를 임명한다. 러시아 연방 헌법 제6장은 "러시아 연방정부는 러시아 연방정부 의장(국무총리), 러시아 연방정부 부의장과 러시아 연방 부처로 구성된다"고 밝히고 있다.

## 직책
러시아 연방 헌법 제6장에 따른 러시아 연방에 대한 정부의 의무 사항 :
1. 국가두마에게 연방 예산 초안 및 제출, 예산 이행을 보장하고 국가두마에게 이행을 보고한다.
2. 러시아 연방에서 재정, 신용 및 통화 정책의 일률적인 구현을 보장한다.
3. 문화, 과학, 교육, 건강보호, 사회보장 및 생태분야에서 획일적인 국가정책의 시행을 보장한다.
4. 러시아 연방 재산 관리
5. 국가의 국방, 국가 안보 및 러시아 연방의 대외정책 추진을 위한 조치의 채택
6. 법치, 인권 및 자유, 재산 및 공공질서의 보호 및 범죄통제를 보장하기 위한 조치 이행
7. 러시아 연방 헌법, 러시아 연방법 및 러시아 연방 대통령령으로 그것에 부여된 다른 어떤 권력도 행사하라.